# Chesslete
Die Chesslete ist ein Fasnachtsbrauch aus Solothurn, bei dem mit Lärminstrumenten wie Glocken oder Rätschen der Winter vertrieben werden soll. Er ist seit etwa 135 Jahren bekannt.
Am Schmutzigen Donnerstag kurz vor 5:00 Uhr treffen sich die Chessler auf dem Friedhofplatz in einem weissen Nachthemd mit Zipfelmütze und einem roten Halstuch, das oft mit traditionellen Mustern versehen ist.
Die Lärminstrumente dürfen erst auf das Zeichen des Oberchesslers Punkt 5:00 Uhr in Betrieb genommen werden. Vorher herrscht in der Stadt absolute Ruhe.  Nach der Chesslete, um etwa 6:00 Uhr, wird in zahlreichen Beizen der Stadt gratis Mehlsuppe abgegeben.
Die Chesslete gibt es auch in anderen Teilen des Kantons Solothurn, in der Stadt Zug und im Laufental. Im Schwarzbubenland wird er teilweise auch Morgenstreich genannt, nach dem gleichnamigen Basler Fasnachtsbeginn. Ein ähnlicher Brauch existiert in der schwäbisch-alemannischen Fasnacht; dort wird er Hemdglonkerumzug genannt.